# Marek Belka

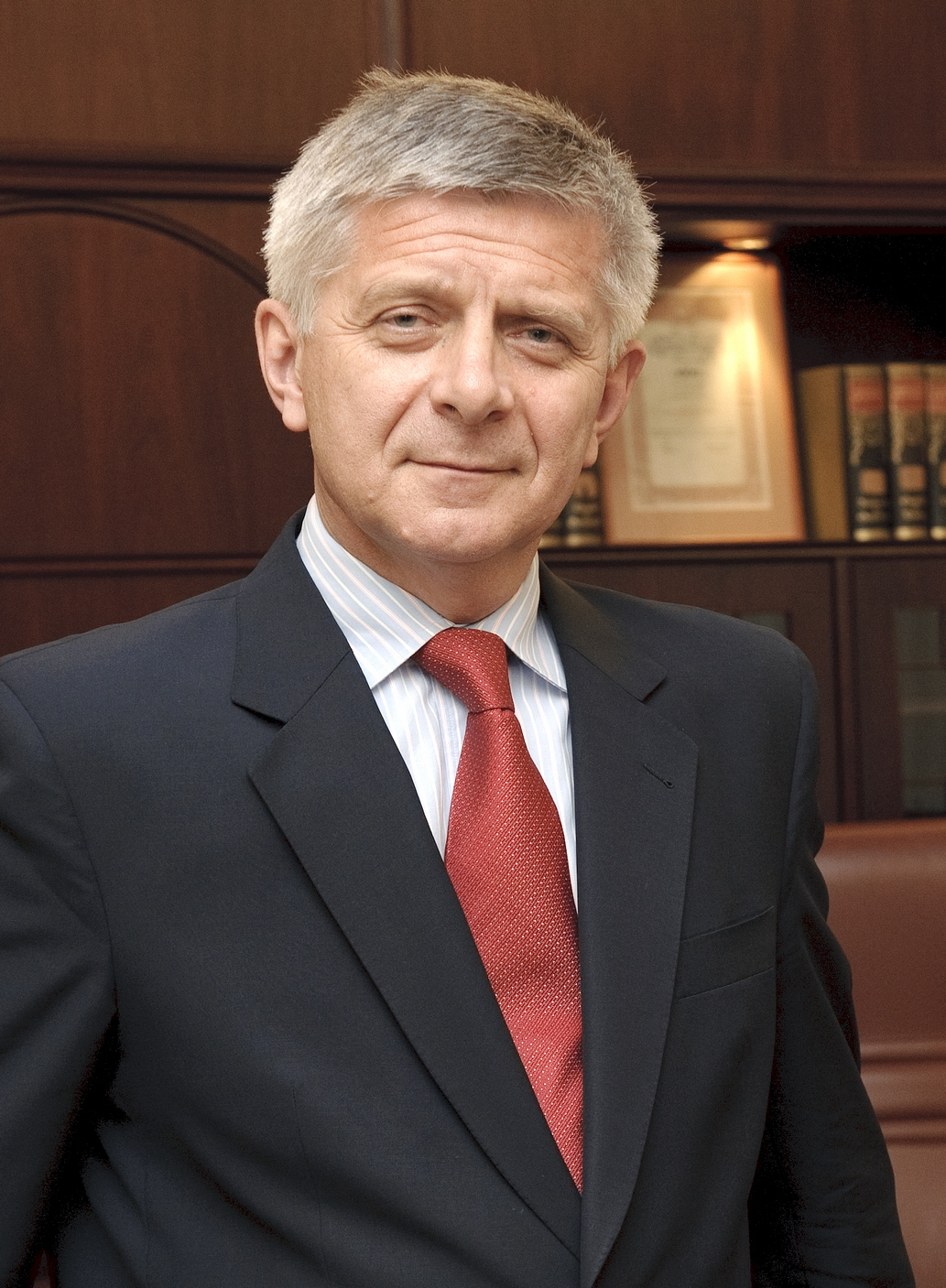
Marek Belka (2010)

Marek Marian Belka (Łódź, 9 januari 1952) is een Pools econoom en politicus. Hij was premier van 2 mei 2004 tot 31 oktober 2005.
Belka was Minister van Financiën van 4 februari tot 17 oktober 1997 en van 31 oktober 2001 tot 6 juli 2002. In 2003 werd hij belast met de wederopbouw van Irak. In 2004 volgde hij Leszek Miller op als Premier. Zijn partij SLD was door corruptie ongeloofwaardig geworden, en Belka was afhankelijk van de oppositie in het parlement. In feite was hij de gijzelaar van tegengestelde krachten, die hem lieten spartelen en vervroegde verkiezingen afwezen. De oppositie zag de regerende SLD steeds verder afbrokkelen, en de president van de republiek Aleksander Kwaśniewski hoopte dat het tij zou keren. In Europa en in de rest van de wereld genoot Belka veel vertrouwen.
Belka bleef tegen wil en dank premier tot na de verkiezingen van 2005, toen zijn regering plaatsmaakte voor een rechtse regering onder leiding van Kazimierz Marcinkiewicz. Belka zelf was toen inmiddels overgestapt naar de Democratische Partij - demokraci.pl.
Sinds 11 juni 2010 is Belka president van de Nationale Bank van Polen.
- Bibliothèque nationale de France: cb13478234h (data)
- CiNii: DA09197301
- Gemeinsame Normdatei: 142318280
- International Standard Name Identifier: 0000 0001 1458 8106
- Library of Congress Control Number: no90004429
- Nationale Bibliotheek van Letland: 000251982
- Nationale Bibliotheek van Polen: a0000002849117
- Réseau des bibliothèques de Suisse occidentale: 02-A002986708
- SNAC: w6jz46dt
- Système universitaire de documentation: 035245425
- Virtual International Authority File: 165319993
- WorldCat: E39PBJymtqbjDQhGtGYpRBctrq